# Кантеэ, Вилле
Вилле Валттери Канти (фин. Ville Valtteri Kantee; родился 8 декабря 1978 года в Йоутсено, Финляндия) — финский прыгун с трамплина, представитель Puijon Hiihtoseura, в 2006—2010 годах выступал в сборной Финляндии по прыжкам с трамплина и в скандинавской комбинации, с сезона 2010/11 помощник тренера представительства по прыжкам с трамплина Пекки Немела.
Победитель двух соревнований, включённых в классификацию Кубка мира по прыжкам с трамплина (Куопио в 1999 году и Виллинген с 2001). Шестое место на чемпионате мира и девятое на Турне четырёх трамплинов в сезоне 1999/00. Двукратный командный серебряный призёр чемпионата мира по прыжкам с трамплина 2001 года в Лахти.
За свою карьеру участвовал в 93 соревнованиях Кубка мира, шесть раз побывав на подиуме соревнований. Был членом сборной Финляндии в 1996—2002 годах. В 2004 году участвовал в соревнованиях Континентального кубка.
Личный рекорд установил 18 марта 2000 года в Планице, прыгнув на 223,5 м.

## Личная жизнь
Вилле Канти родился 8 декабря 1978 года в Йоутсено, городе, расположенном на юго-востоке Финляндии, прямо на границе с Российской Федерацией. Первым тренером Вилле был его отец — Ауво Канти. Изучал информатику. В 2002 году прервал свою спортивную карьеру, но после длительного лечения, вызванного травмами, решил вернуться в мировые трамплины, приняв участие в нескольких соревнованиях Континентального кубка. Окончательно завершил спортивную карьеру в начале 2005 года. Играет в рок-группе The Kroisos и работает помощником тренера сборной Финляндии по прыжкам с трамплина и лыжному двоеборью. Он живет в Лахти. Он холостяк и детей нет.
Хобби — пение и игра на гитаре. В начале 2005 года, закончив спортивную карьеру, начал выступать в рок-группе The Kroisos.

## Карьера

### 1996/97

#### Чемпионат мира — 20-е место
30 ноября 1996 года Вилле Канти дебютировал на Кубке мира по прыжкам с трамплина. На большом трамплине в Лиллехаммере он финишировал на 27-м месте, благодаря чему он завоевал первые очки в рейтинге карьеры на чемпионате мира. Через день в соревнованиях того же ранга на том же трамплине финн занял 39-ю позицию. 7 декабря в Финляндии Куусамо Канти было двадцать и 8 декабря двенадцатого. На большом трамплине в Гаррахове 14—15 декабря Вилле Канти занял двенадцатое и одиннадцатое места. В первом соревновании после чемпионата мира, Турне четырёх трамплинов 1996/97, 11 января в швейцарском Энгельберга представитель Финляндии был пятнадцатым. На следующий день, впервые в своей карьере, он вошёл в десятку лучших прыгунов соревнований Кубка мира, став десятым. Аналогичным образом, 1 февраля в Große Mühlenkopfschanze в Виллингене. 2 февраля он был классифицирован на шестнадцатом месте. 8 февраля в Тауплице он дебютировал на Кубке мира на трамплине. Он финишировал 20-м, а на следующий день — 28-м. В последнем соревновании сезона, состоявшемся сразу после скандинавского турнира, 22 марта в Velikance в Планице, Вилле Канти занял 23-е место. В результате финн набрал 255 очков Кубка мира, благодаря чему он занял 20 место в финальной классификации.

##### Турнир четырёх трамплинов — 31-е место
В первом соревновании турнира Турне четырёх трамплинов 1996/97 года 29 декабря на Schattenbergschanze в Оберстдорфе Вилле Канти занял 26-е место. В новогоднем соревновании на трамплине К116 в Гармиш-Партенкирхен он был 48-м и обогнал только японского прыгуна с трамплина Юкитака Фукита и немца Хансйорга Якеля. 4 января на Бергизель в Инсбруке Канти был 22-м. На последних соревнованиях на трамплине в Бишофсхофене он не стартовал. В общей сложности Канти набрал 475,5 балла, что дало ему 31-е место в TCS.

##### Северный турнир — 15-е место
В 1997 году Северный турнир был проведён впервые в истории. В его рамеах состоялись четыре соревнования, проводимых в скандинавских странах. На первых соревнованиях 9 марта в Лахти Вилле Канти занял одиннадцатое место. Три дня спустя на обычном трамплине в Куопио ему было семнадцать. 13 марта на шведском конкурсе Фалунь представитель Финляндии занял шестнадцатое место. На последнем из соревнований, 16 марта в Холменколлене в столице Норвегии, Канти занял 32-е место. Это дало ему в общей сложности 557,3 балла, благодаря чему он достиг пятнадцатой позиции.

### 1997/98

#### Чемпионат мира — 54-е место
Первый старт сезона 1997/98 Вилле Канти состоялся 6 декабря в итальянском Предаццо. Он не попал в финальный тур, финишировав 32-м. Два дня спустя в Alpenarenie в Филлахе финский прыгун с трамплина был 47-м. 11 января в Рамзау-ам-Дахштайн, во время первых соревнований Кубка мира после Турне четырёх трамплинов, Канти занял 25-е место, набрав при этом шесть очков в общей классификации. Во время скандинавского турнира Вилле Канти занял самое высокое место в сезоне. 13 марта в Тронхейме было десятое. В соревнованиях по завершении сезона на большой горе в Планице 22-23 марта прыгун занял 35-е и 24-е места. Он набрал 44 очка за весь сезон, что дало ему 54-е место в финальной классификации Кубка мира.

##### Турнир четырёх трамплинов — 40-е место
29 декабря в Оберстдорфе состоялись первые соревнования в рамках Турне четырёх трамплинов 1997/98. Вилли Канти прыгнул на 88 м, так что он не вышел на вторую серию соревнований и занял 48-е место, опередив только Михаэля Куру и Приможу Петерку. Два дня спустя на трамплине в Гармиш-Партенкирхене финн был классифицирован на два места выше. 4 января Бергизель вышел в финальную серию, он стал 29-м, прыгнув на 92 и 77 метров. На последнем соревновании 6 января в Бишофсхофене Вилле Канти был 44-м. Это дало в общей сложности 337,1 очка и 40-е место в зачёт турнире Турне четырёх трамплинов.

##### Северный турнир — 34-е место
В первом соревновании, включенном в классификацию Скандинавского турнира 1998 года, 7 марта в Лахти Вилле Канти финишировал 28-м.. Через день на том же трамплине он занял 37-е место. 11 марта в Лугне в Фалуне было засекречено на одно место ниже. 13 марта он финишировал 10-м в Тронхейме, а 15 марта в Осло он не прошел квалификацию и не стартовал. По итогам Северного турнира Вилле Канти набрал 578,8 балла и занял 34-е место, почти на шестьсот меньше, чем победитель — Андреас Видхёльцль.

### 1998/99

#### Чемпионат мира — 28-е место
На первых соревнованиях сезона 1998/99 на Кубке мира по прыжкам с трамплина 28 ноября на трамплине Лисгардсбаккен в Лиллехаммере Вилле Канти занял последнее 51-е место. 5 декабря во французском Шамони финский прыгун финишировал 34-м, а через день был 47-м. 8 декабря его классифицировали на 35-м месте на трамплине в Предаццо. Через шесть дней их было 48 в Оберхофе. Первые очки в классификации Кубка мира 1998/99 Канти выиграл 29 января на трамплине в Виллингене. Он занял 27-ю позицию, благодаря которой набрал четыре кубковых очка. 31 января он финишировал девятым на том же трамплине. 7 февраля на большом трамплине в Гаррахове он добился лучшего результата в своей карьере на то время, став пятым и уступив только Янне Ахонену, Лассе Оттесену, Якубу Сучачеку и Яни Сойнинену. 4 марта в Куопио он занял 14-е место. На соревнованиях по мамонту в Планице, с 19 по 21 марта, Вилле Канти занимал 24-е, 17-е и 37-е места. В сезоне 1998/99 гг. Вилле Канти набрал 183 очка Кубка мира, что позволило ему занять 28-е место.

##### Северный Турнир — 11-е место
Скандинавский турнир 1999 года начался с соревнований в Лахти. Игралась 6 марта. Вилле Канти занял 45-е место и это было его худшее место во всем Северном Турнире. Через три дня на следующем соревновании, которое проходило на трамплине в Тронхейме, представитель Финляндии был классифицирован в одиннадцатой позиции. 11 марта Фалунь был девятым. В финальной части Северного турнира 14 марта в Осло Канти занял восемнадцатую позицию. В общей сложности он набрал 715,2 балла и занял 11-е место в финальной классификации скандинавского турнира.

#### Чемпионат мира — 30-е и 13-е место
20 февраля 1999 года Вилле Канти дебютировал на международных соревнованиях чемпионата. Он состоялся на чемпионате мира по классическому лыжному спорту в Рамзау-ам-Дахштайн. Вместе с Яни Сойниненом, Майком Лайтиненом и Янне Ахоненом он занял четвертое место в командном зачете чемпионата мира. Сборная Финляндии тогда уступила сборным: Германии, Японии и Австрии. На следующий день в личном зачете на большом трамплине Вилле Канти финишировал 30-м. 26 февраля в борьбе на обычном трамплине Канти был тринадцатым.

### 1999/00

#### Чемпионат мира — 6-е место
Во время инаугурации сезона Кубка мира 1999/00 по прыжкам с трамплина 27 ноября 1999 года в Куопио Вилле Канти финишировал двенадцатым, благодаря чему он впервые занял первое место в пятнадцати лучших чемпионатах мира. На следующий день на том же трамплине он впервые выиграл Кубок мира. Он сделал это с преимуществом в 5,4 очка над Ристо Юссилайненом. 4 декабря в Предаццо Канти занял тринадцатую позицию. На следующий день он занял уже 14-е место. 12 декабря на обычном трамплине в Филлах Канти занял седьмое место. 18 декабря на Велька Крокев в Закопане он занял десятое место. 19 декабря был шестым на том же трамплине. 8 января на первом соревновании после Турне четырёх трамплинов, на трамплине в Энгельберге, Канти был шестнадцатым, а на следующий день — девятым. 22-23 января на соревнованиях Кубка мира в Саппоро Вилли Канти занял шестое и седьмое место. 26 января в Хакубе он поднялся на самую низкую ступеньку пьедестала, уступив только Яни Сойнинену и Андреасу Видхёльцлю. 5 февраля в Виллингене Канти обогнал только Хидехару Мияхиру и Роберта Матею, заняв 49-е место. Через день в соревнованиях на этой же горе фин стал девятнадцатым. 19 февраля Кульм занял 27-ю позицию. После окончания Скандинавского турнира 19 марта в Великанке в Планице он завершил соревнование на восьмом месте. В сезоне 1999/00 года Вилле Канти набрал 836 очков, что дало ему шестое место.

##### Турне четырёх трамплинов — 9-е место
На первых соревнованиях 29 декабря в Оберстдорфе Вилле Канти занял седьмое место. 1 января в Гармиш-Партенкирхене он занял место выше. Только тогда он проиграл Андреасу Видхёльцлю, Масахико Хараде, Янне Аонену, Свену Ханнавальду и Андреасу Гольдбергеру. На третьем соревновании 3 января в Инсбруке Канти финишировал девятым. Три дня спустя на трамплине в Бишофсхофене ему было пятнадцать. В финальной классификации Турне четырёх трамплинов 1999/00 Вилли Канти занял девятое место, набрав 882,4 очка.

##### Северный Турнир — 3-е место
Северный турнир 2000 года включал пять соревнований, в том числе четыре индивидуальных. В первом из них, 4 марта в Лахти, Вилле Канти занял седьмое место. На следующий день в соревнованиях на том же трамплине был 17-м. И 10 марта в Тронхейме, и 12 марта в Осло Вилле Канти уступил Свену Ханнавальду и дважды занял второе место. В Скандинавском турнире 2000 года Канти набрал в общей сложности 210 очков, что на 120 баллов меньше, чем у победителя и финишировал третьим, уступив лишь Ханнавальду и Янне Ахонену

#### Чемпионат мира по лыжному спорту — 23-е место
Вилле Канти занял 23-е место на чемпионате мира по лыжным видам спорта в феврале 2000 года в Викерсунне. Он совершил прыжки на дистанции 133 м, 139,5 м и 173,5 м и набрал в общей сложности 379,7 балла.

### 2000/01

#### Чемпионат мира — 17-е место
Первое выступление Вилле Канти на Кубке мира в сезоне 2000/01 состоялось 24 ноября на лыжном трамплине Puijo в Куопио. Финн тогда занял десятое место. 2 декабря он был 24-м на том же трамплине. Через день Канти поднялся на самую низкую ступеньку пьедестала, уступив Мартину Шмитту и Янне Аонену. 3 февраля в первом после соревнований 4-хиллс-турнире, в котором принял участие Канти, на трамплине в Виллингене он победил во второй и последний раз в своей карьере. Немедленно опередил Адама Малыша, который прыгнул на 151,5 метра в этих соревнованиях, что было тогда рекордом трамплина. На следующий день представитель Финляндии занял девятое место. 3 марта на гигантском трамплине в Оберстдорфе Вилле Канти был 20-м, а днём позже 26-м. В 2000/01 он набрал 283 очка в зачёт Кубка мира, что дало ему семнадцатое место.

##### Турнир 4-Хиллз — 11-е место
В Турне четырёх трамплинов 2000/01 года Вилле Канти выиграл очки Кубка мира во всех четырех соревнованиях. В первом из них, 29 декабря в Оберстдорфе, он был 22-м. Три дня спустя на Олимпийском трамплине в Гармиш-Партенкирхене он занял шестнадцатое место, а 4 января в Инсбруке — 24-е. В последнем соревновании, на Богоявление на трамплине в Бишофсхофене, он был классифицирован в семнадцатой позиции. В TCS 2000/01 Канти набрал 771,7 балла, что дало ему одиннадцатое место.

##### Северный турнир — 61-е место
В Скандинавском турнире 2001 года Канти стартовал только в двух соревнованиях. В первом из них, 7 марта в Лугнет в Фалуне, он занял 52-е место среди 57 участников. Через два дня он финишировал на 43-м месте в Тронхейме. В общей сложности он выиграл 48,6 очков в двух соревнованиях, заняв 61-е место.

### 2001/02

#### Летний Гран При — 27-е место
В 2001 году Вилле Канти принимал участие в четырех соревнованиях летнего Гран При по пластике. 11 августа на трамплине в Хинтерцартене он занял 19-е место. На следующий день был одиннадцатым в том же месте. 14 августа во французском Куршевеле было занято 13 место. 18 августа на Brunnentalschanze в Штамсе занял 45-е место. Всего он набрал 56 баллов, что дало ему 27-е место.

#### Чемпионат мира — 63-е место
В Кубке мира 2001/02 Канти принял участие в пяти соревнованиях. В первом из них 23 ноября представитель клуба Puijon Hiihtoseura занял 32-е место. На следующий день на том же трамплине был 38-м. 8 декабря на обычном трамплине Алпенарена в Филлахе Канти набрал первые в сезоне очки в зачёт Кубка мира, заняв 24-е место. Двенадцать дней спустя в Энгельберге Фину было 42 года. Последний раз в соревнованиях Кубка мира в сезоне 2001/02 и в последний раз в спортивной карьере он стартовал 12 января 2002 года в Виллингене. Он занял 25-е место и набрал шесть кубковых очков. Сезон закончился 63-м в классификации Кубка мира.
В 2002 году Вилле Канти объявил, что заканчивает карьеру прыгуна с трамплина.

### 2003/04

#### Континентальный Кубок — не классифицировано
В сезоне 2003/04 гость Вилли Канти участвовал в четырех соревнованиях Континентального кубка. 27 декабря на Gross-Titlis-Schanze в Энгельберге прыгнул 96,5 метра, что дало ему 59-е место среди 72 классифицированных конкурентов. В новогоднем соревновании на трамплине в Зеефельде представитель Финляндии занял 83-е место, опередив лишь двух прыгунов — Андрею Балаццу из Румынии и Чунган Ли из Китайской Народной Республики. Спустя два дня на трамплине К-120 в Планице Канти был 78-м и снова обогнал двух соперников — Балаза и Дена Пунгора. 4 января Вилле Канти оказался на том же трамплине на 69-й позиции, на этот раз опередив трёх конкурентов — Балаза, Пунгора и Киприана Ионицу из Румынии. В сезоне 2003/04 Канти не набирал очки для классификации Континентального кубка и поэтому не был классифицирован в финальной таблице.

### Чемпионат мира

#### Личный зачёт
| 1999 Рамзау | - | 30-е место (Q-120), 13-е место (Q-90) |
| 2001 Lahti  | - | 9-е место (Q-116), 10-е место (Q-90)  |

#### Командный зачёт
| 1999 Рамзау | - | 4-е место                                           |
| 2001 Lahti  | - | серебряная медаль (К-116), серебряная медаль (К-90) |

### Чемпионат мира по лыжному спорту

#### Личный зачёт
| 2000 Викерсунн | - | 23-е место |

### Чемпионат мира

#### Места в общей классификации
| Сезон   | Место |
| ------- | ----- |
| 1996/97 | 20    |
| 1997/98 | 54    |
| 1998/99 | 28    |
| 1999/00 | 6     |
| 2000/01 | 17    |
| 2001/02 | 63    |

#### Победы в соревнованиях
| № | Дата           | Место      | Трамплин          | Точка К | Прыжок 1 | Прыжок 2 | Прим.        |
| - | -------------- | ---------- | ----------------- | ------- | -------- | -------- | ------------ |
| 1 | 28 ноября 1999 | Куопио     | Puijo             | К-120   | 117,5 м  | -        | 111.0 баллов |
| 2 | 3 февраля 2001 | Виллингена | Mühlenkopfschanze | К-120   | 128,0 м  | 146,0 м  | 293,2 балла  |

#### Место на подиуме
| Сезон мира | 1-е место | 2-е место | 3-е место | Сумма |
| 1999/00    | 1         | 2         | 1         | 4     |
| 2000/01    | 1         | -         | 1         | 2     |
| сумма      | 2         | 2         | 2         | 6     |

#### Место на подиуме в хронологическом порядке
| № | Дата           | Город      | Трамплин                | Точка К | Прыжок 1 | Прыжок 2 | Прим.        | Лок. | потеря    | Победитель      |
| - | -------------- | ---------- | ----------------------- | ------- | -------- | -------- | ------------ | ---- | --------- | --------------- |
| 1 | 28 ноября 1999 | Куопио     | Puijo                   | К-120   | 117,5 м  | -        | 111.0 баллов | 1    | -         | -               |
| 2 | 26 января 2000 | Хакуба     | Олимпийский             | К-120   | 121,5 м  | 127,0 м  | 247,3 балла  | 3    | 3,8 балла | Яни Сойнинен    |
| 3 | 10 марта 2000  | Трондхейм  | Granasen                | К-120   | 132,5 м  | 128,0 м  | 270,9 балла  | 2    | 8,9 балла | Свен Ханнавальд |
| 4 | 12 марта 2000  | Осло       | Хольменколлен           | К-115   | 126,5 м  | 122,0 м  | 267,3 балла  | 2    | 4,1 балла | Свен Ханнавальд |
| 5 | 3 декабря 2000 | Куопио     | Puijo                   | К-120   | 119,0 м  | 125,0 м  | 238,5 балла  | 3    | 6,4 балла | Мартин Шмитт    |
| 6 | 3 февраля 2001 | Виллингена | Große Mühlenkopfschanze | К-120   | 128,0 м  | 146,0 м  | 293,2 балла  | 1    | -         | -               |

#### Места в отдельныхсоревнованиях Кубка мира
| Сезон 1996/97 |             |                 |                 |                     |            |             |                     |                     |                     |                     |                    |             |            |            |            |            |           |           |               |               |        |       |          |         |         |         |         |         |      |      |      |      |      |      |      |
| Лиллехаммер | Лиллехаммер | Куусамо         | Куусамо         | Гаррахов            | Гаррахов   | Оберстдорф  | Гармиш-Партенкирхен | Иннсбрук            | Бишофсхофен         | Энгельберг          | Энгельберг         | Саппоро     | Саппоро    | Хакуба     | Виллинген  | Виллинген  | Тауплиц   | Тауплиц   | Лахти         | Куопио        | Фалун  | Осло  | Планица  | Планица | Очки    | Очки    | Очки    | Очки    | Очки | Очки | Очки | Очки | Очки |      |      |
| 27 | 39          | 20              | 12              | 12                  | 11         | 26          | 48                  | 22                  | -                   | 15                  | 10                 | -           | -          | -          | 10         | 16         | 20        | 28        | 11            | 17            | 16     | 32    | 23       | -       | 255     | 255     | 255     | 255     | 255  | 255  | 255  | 255  | 255  |      |      |
| Сезон 1997/98 |             |                 |                 |                     |            |             |                     |                     |                     |                     |                    |             |            |            |            |            |           |           |               |               |        |       |          |         |         |         |         |         |      |      |      |      |      |      |      |
| Лиллехаммер | Лиллехаммер | Предаццо        | Филлах          | Гаррахов            | Энгельберг | Энгельберг  | Оберстдорф          | Гармиш-Партенкирхен | Иннсбрук            | Бишофсхофен         | Рамзау-ам-Дахштайн | Закопане    | Закопане   | Оберстдорф | Оберстдорф | Саппоро    | Викерсунд | Викерсунд | Куопио        | Лахти         | Лахти  | Фалун | Тронхейм | Осло    | Планица | Планица | Очки    | Очки    | Очки | Очки | Очки | Очки | Очки | Очки | Очки |
| - | -           | 32              | 47              | -                   | -          | -           | 48                  | 46                  | 29                  | 44                  | 25                 | -           | -          | -          | -          | -          | -         | -         | -             | 28            | 37     | 38    | 10       | -       | 35      | 24      | 44      | 44      | 44   | 44   | 44   | 44   | 44   | 44   | 44   |
| Сезон 1998/99 |             |                 |                 |                     |            |             |                     |                     |                     |                     |                    |             |            |            |            |            |           |           |               |               |        |       |          |         |         |         |         |         |      |      |      |      |      |      |      |
| Лиллехаммер | Лиллехаммер | Шамони          | Шамони          | Предаццо            | Оберхоф    | Гаррахов    | Гаррахов            | Оберстдорф          | Гармиш-Партенкирхен | Иннсбрук            | Бишофсхофен        | Энгельберг  | Энгельберг | Закопане   | Закопане   | Саппоро    | Саппоро   | Виллинген | Виллинген     | Гаррахов      | Куопио | Лахти | Тронхейм | Фалун   | Осло    | Планица | Планица | Планица | Очки |      |      |      |      |      |      |
| 51 | -           | 34              | 47              | 35                  | 48         | -           | -                   | -                   | -                   | -                   | -                  | -           | -          | -          | -          | -          | -         | 27        | 9             | 5             | 14     | 45    | 11       | 9       | 18      | 24      | 17      | 37      | 183  |      |      |      |      |      |      |
| Сезон 1999/00 |             |                 |                 |                     |            |             |                     |                     |                     |                     |                    |             |            |            |            |            |           |           |               |               |        |       |          |         |         |         |         |         |      |      |      |      |      |      |      |
| Куопио | Куопио      | Предаццо        | Предаццо        | Филлах              | Закопане   | Закопане    | Оберстдорф          | Гармиш-Партенкирхен | Иннсбрук            | Бишофсхофен         | Энгельберг         | Энгельберг  | Саппоро    | Саппоро    | Хакуба     | Виллинген  | Виллинген | Тауплиц   | Айрон Маунтин | Айрон Маунтин | Лахти  | Лахти | Тронхейм | Осло    | Планица | Очки    | Очки    | Очки    | Очки | Очки | Очки | Очки | Очки | Очки |      |
| 12 | 1           | 13              | 14              | 7                   | 9          | 6           | 7                   | 6                   | 9                   | 15                  | 16                 | 9           | 6          | 7          | 3          | 49         | 19        | 27        | 48            | 19            | 7      | 17    | 2        | 2       | 8       | 836     | 836     | 836     | 836  | 836  | 836  | 836  | 836  | 836  |      |
| Сезон 2000/01 |             |                 |                 |                     |            |             |                     |                     |                     |                     |                    |             |            |            |            |            |           |           |               |               |        |       |          |         |         |         |         |         |      |      |      |      |      |      |      |
| Куопио | Куопио      | Куопио          | Оберстдорф      | Гармиш-Партенкирхен | Иннсбрук   | Бишофсхофен | Гаррахов            | Гаррахов            | Парк-Сити           | Хакуба              | Саппоро            | Саппоро     | Виллинген  | Виллинген  | Оберстдорф | Оберстдорф | Фалун     | Тронхейм  | Осло          | Планица       | Очки   | Очки  | Очки     | Очки    | Очки    | Очки    | Очки    | Очки    | Очки |      |      |      |      |      |      |
| 10 | 24          | 3               | 22              | 16                  | 24         | 17          | -                   | -                   | -                   | -                   | -                  | -           | 1          | 9          | 20         | 26         | 52        | 43        | -             | -             | 283    | 283   | 283      | 283     | 283     | 283     | 283     | 283     | 283  |      |      |      |      |      |      |
| Сезон 2001/02 |             |                 |                 |                     |            |             |                     |                     |                     |                     |                    |             |            |            |            |            |           |           |               |               |        |       |          |         |         |         |         |         |      |      |      |      |      |      |      |
| Куопио | Куопио      | Титизе-Нойштадт | Титизе-Нойштадт | Филлах              | Энгельберг | Энгельберг  | Предаццо            | Предаццо            | Оберстдорф          | Гармиш-Партенкирхен | Иннсбрук           | Бишофсхофен | Виллинген  | Закопане   | Закопане   | Хакуба     | Саппоро   | Лахти     | Фалун         | Тронхейм      | Осло   | Очки  | Очки     | Очки    | Очки    | Очки    | Очки    | Очки    | Очки | Очки |      |      |      |      |      |
| 32 | 38          | -               | -               | 24                  | q          | 42          | -                   | -                   | -                   | -                   | -                  | -           | 25         | -          | -          | -          | -         | -         | -             | -             | -      | 13    | 13       | 13      | 13      | 13      | 13      | 13      | 13   | 13   |      |      |      |      |      |
| Легенда |             |                 |                 |                     |            |             |                     |                     |                     |                     |                    |             |            |            |            |            |           |           |               |               |        |       |          |         |         |         |         |         |      |      |      |      |      |      |      |
| 1 2 3 4-10 11-30 больше 30 q — спортсмен не прошёл квалификацию - — спортсмен не стартовал (или не прошёл квалификацию) |             |                 |                 |                     |            |             |                     |                     |                     |                     |                    |             |            |            |            |            |           |           |               |               |        |       |          |         |         |         |         |         |      |      |      |      |      |      |      |

#### Турне четырёх трамплинов

##### Места в общей классификации
| Сезон   | Место |
| ------- | ----- |
| 1996/97 | 31    |
| 1997/98 | 40    |
| 1999/00 | 9     |
| 2000/01 | 11    |

#### Северный турнир (Скандинавский)

##### Места в общей классификации
| Год  | Место |
| ---- | ----- |
| 1997 | 15    |
| 1998 | 34    |
| 1999 | 11    |
| 2000 | 3     |
| 2001 | 61    |

#### Чемпионат мира по полётам на лыжах
| Сезон   | Место             |
| ------- | ----------------- |
| 1996/97 | 29                |
| 1997/98 | неклассифицирован |
| 1998/99 | 25                |
| 1999/00 | 15                |
| 2000/01 | 41                |

### Летний Гран При по прыжкам с трамплина

#### Места в общей классификации
| Год  | Место |
| ---- | ----- |
| 1997 | 9     |
| 1998 | 34    |
| 1999 | 19    |
| 2000 | 41    |
| 2001 | 27.   |

#### Место на подиуме в хронологическом порядке
| № | Дата            | Город    | Трамплин | Точка К | Прыжок 1 | Прыжок 2 | Прим.       | Лок. | потеря    | Победитель     |
| - | --------------- | -------- | -------- | ------- | -------- | -------- | ----------- | ---- | --------- | -------------- |
| 1 | 17 августа 1997 | Тронхейм | Granasen | К-120   | 126,5 м  | 126,0 м  | 256,0 балла | 2    | 9,6 балла | Таканобу Окабе |

#### Места в индивидуальных соревнованияхГран-при
| 1997                                                                   |              |              |              |         |        |         |         |       |       |       |       |       |       |       |
| Куршевель                                                              | Тронхейм     | Хинтерцартен | Предаццо     | Штамс   | Очки   | Очки    | Очки    | Очки  | Очки  | Очки  | Очки  | Очки  |       |       |
| -                                                                      | 2            | -            | 10           | 17      | 120    | 120     | 120     | 120   | 120   | 120   | 120   | 120   |       |       |
| 1998                                                                   |              |              |              |         |        |         |         |       |       |       |       |       |       |       |
| Штамс                                                                  | Предаццо     | Куршевель    | Хинтерцартен | Хакуба  | Хакуба | Очки    | Очки    | Очки  | Очки  | Очки  | Очки  | Очки  | Очки  |       |
| -                                                                      | -            | -            | -            | 23      | 18     | 21      | 21      | 21    | 21    | 21    | 21    | 21    | 21    |       |
| 1999                                                                   |              |              |              |         |        |         |         |       |       |       |       |       |       |       |
| Хинтерцартен                                                           | Куршевель    | Штамс        | Хакуба       | Саппоро | Очки   | Очки    | Очки    | Очки  | Очки  | Очки  | Очки  | Очки  |       |       |
| 37                                                                     | 21           | 14           | 17           | 36      | 42     | 42      | 42      | 42    | 42    | 42    | 42    | 42    |       |       |
| 2000                                                                   |              |              |              |         |        |         |         |       |       |       |       |       |       |       |
| Хинтерцартен                                                           | Куопио       | Филлах       | Куршевель    | Хакуба  | Хакуба | Саппоро | Саппоро | Очки  |       |       |       |       |       |       |
| 27                                                                     | 19           | -            | -            | -       | -      | -       | -       | 16    |       |       |       |       |       |       |
| 2001                                                                   |              |              |              |         |        |         |         |       |       |       |       |       |       |       |
| Hinterzarten                                                           | Hinterzarten | Куршевель    | Stams        | Саппоро | Hakuba | Hakuba  | точек   | точек | точек | точек | точек | точек | точек | точек |
| 19                                                                     | 11           | 13           | 45           | -       | -      | -       | 56      | 56    | 56    | 56    | 56    | 56    | 56    | 56    |
| Легенда                                                                |              |              |              |         |        |         |         |       |       |       |       |       |       |       |
| 1 2 3 4-10 11-30 больше 30 - — не стартовал или не прошёл квалификацию |              |              |              |         |        |         |         |       |       |       |       |       |       |       |

### Чемпионат Финляндии
В своей карьере Вилле Канти редко выступал на чемпионатах Финляндии. Для прыгуна с трамплина была довольно короткая карьера. Когда он боролся за чемпионат своей страны, он обычно занимал второе место в соревнованиях. Лучший результат Канти — десятое место на финском чемпионате в январе 2002 года на большой горе в Лахти.

## Лыжное снаряжение
Вилле Канти прыгал на лыжах Rossignol, использовал фирменные крепления Silvretta и обувь Adidas .